# Ньєфанг
Ньєфанг (ісп. Niefang) — місто в Екваторіальній Гвінеї.
Розташоване в провінції Сентро-Сур на південному сході Ріо-Муні, з населенням 37 273 осіб згідно з даними перепису 2011 року. Місто раніше мало назву Севілья Ньєфанг.
Лежить за 70 км від Бати, і перетинається річкою Беніто. Своїм значенням воно завдячує тому, що перебуває на перехресті основних доріг континентального регіону країни.
Це друге за величиною місто в провінції. Його покровителька — Марія, королева Ньєфангу, свято якої відзначається 22 серпня.
Патріархом цього маленького містечка є Нзе Бокунг, оскільки він заснував село до того, як іспанські поселенці перетворили його на місто.